# 陸小鳳之鳳舞九天 (1986年電視劇)
《陸小鳳之鳳舞九天》（英語：The Return of Luk Siu-fung）是香港TVB根據古龙所著的武俠小說《陆小凤》改編而拍攝製作的武俠电视剧，全劇共40集，编剧為范秀明、萧键铿、黄锦钿、黄建勋，监制為萧笙，1985年12月杀青，此劇是1986年3月在TVB的翡翠台首播，主題曲歌手由甄妮主唱，此劇為晶晶一角导演原属意由翁美玲出演，但翁美玲于1985年5月14日自杀身亡，后改为陈秀珠出演，由景黛音主演最後一部演出的電視劇。

## 演员表
- 萬梓良 饰 陸小鳳（配音：黄法勤）
- 黄允材 饰 花满楼（配音：齐炎）
- 惠天赐 饰 西门吹雪（配音：林展民）
- 陈秀珠 饰 晶晶（配音：于小华）
- 景黛音 饰 薛冰（配音：吴萍）
- 劉江 饰 石崇武／流雲居士
- 容惠雯 饰 牛肉汤
- 吴家丽 饰 慕容双
- 梁洁华 饰 孙秀青
- 欧阳震华 饰 老实和尚（配音：唐菁）
- 梁鸿华 饰 司空摘星
- 白茵 饰 玉罗刹（配音：冯丹黎、杨玉敏）
- 陈嘉仪 饰 公孙兰（配音：叶琳）
- 李龙基 饰 花月楼（配音：唐菁）
- 李香琴 饰 花满楼母（配音：叶琳）
- 陈惠瑜 饰 薛太君（薛冰的奶奶，配音：叶琳）
- 朱铁和 饰 金九龄（配音：林展民）
- 吴君如 饰 琪琪
- 高妙思 饰 李霞
- 劉丹 饰 蓝胡子
- 司馬燕 飾 藍胡子的太太
- 何礼男、郑家生 饰 日月二圣
- 曾道美、刘妙玲 饰 罗刹二使
- 何广伦 饰 鲁少华
- 刘国诚 饰 江重威（配音：唐菁）
- 黄恺欣 饰 江轻霞（配音：于小华）
- 黎汉持 饰 叶孤城
- 秦煌 饰 朱廷
- 陈荣峻 饰 方玉飞
- 吕静红 饰 小梨
- 胡美仪 饰 慧清
- 何璧坚 饰 玄空
- 陈中坚 饰 玄慧
- 吴孟达 饰 独眼龙
- 邵美琪 饰 小凤
- 梁少狄 饰 宫九
- 骏雄 饰 贾乐山
- 孙季卿 饰 青松
- 白文彪 饰 胡帮主
- 黄一飞 饰 老狐狸
- 麥子雲 饰 连世昌
- 谭一清 饰 县令
- 林丹鳳 飾 縣令夫人
- 龍天生 飾 大星君
- 谈泉庆 饰 杜庆田
- 艾威 饰 岳阳
- 朱刚 饰 贺尚书
- 陈狄克 饰 司徒光

## 主题曲
《留下我美夢》，主唱：甄妮，填詞：顧嘉煇，作曲：黃霑等，收錄在甄妮同年發表的專輯《留下我美夢》裡。